# 4312 Knacke
4302 Knacke (1978 WW11) là một tiểu hành tinh vành đai chính được phát hiện ngày 30 tháng 11 năm 1980 bởi Schelte J. Bus và Charles T. Kowal ở Palomar.